# Arthroderma insingulare
Arthroderma insingulare är en svampart som beskrevs av A.A. Padhye & J.W. Carmich. 1972. Arthroderma insingulare ingår i släktet Arthroderma och familjen Arthrodermataceae.   Inga underarter finns listade i Catalogue of Life.